# Kanonisering
Kanonisering (også kaldet kanonisation eller helgenkåring) er den handling, hvor den ortodokse, orientalske ortodokse, katolske eller anglikanske kirke erklærer en afdød person for helgen, hvorefter den døde indgår i en kanon, eller en liste, af anerkendte helgener. Oprindeligt blev folk anerkendt som helgener uden formel proces. Senere blev forskellige processer, som dem, der anvendes i de ortodokse og katolske kirker i dag, udviklet.
Helgenkåring i den romerskkatolske kirke kan efter 1634 kun foretages af paven. Tidligere skete det ofte lokalt, f.eks. er de fleste nordiske helgener folkehelgener, som aldrig blev kanoniseret i Rom.
Kanonisering kan ifølge  Den Danske Ordbog også betyde "henførelse af noget eller nogen til en begrænset mængde der regnes for særlig lødig og anerkendt."